# Christoph Popel von Lobkowitz

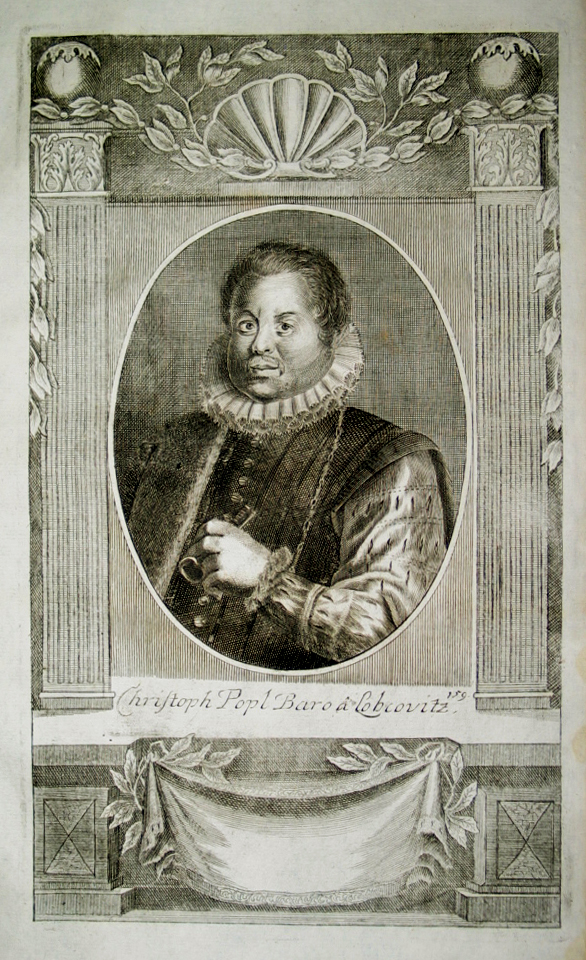
Christoph Popel von Lobkowitz

Johann Christoph Popel von Lobkowitz, kurz Christoph von Lobkowitz, (tschechisch Jan Kristof Popel z Lobkovic) (* 28. April 1549 in Bischofteinitz; † 14. Mai 1609 in Prag) war ein böhmischer Politiker und Diplomat. Er war kaiserlicher Kammerherr, Appellationspräsident sowie Oberstlandhofmeister des Königreichs Böhmen.

## Leben
Er entstammte dem Zweig Popel-Lobkowitz-Tachau. Seine Eltern waren Johann Popel von Lobkowitz und Anna geb. von Bieberstein. Christoph Popel von Lobkowitz erhielt seine Ausbildung bei den Jesuiten in Prag. Nach Beendigung seiner Schulzeit in Bologna und Perugia unternahm er eine Grand-Tour durch Europa. 1570 begleitete er Erzherzogin Anna von Österreich nach Spanien. Darauf ernannte ihn Kaiser Maximilian II. zum Kämmerer seiner Söhne Erzherzog Rudolf und Ernst, ein Amt, welches er neun Jahre innehatte. Nach seiner Rückkehr aus Spanien wurde er königlicher Kämmerer, Rat und Oberst-Kämmermeister.
1584 ließ er in Bischofteinitz eine Lorettokapelle erbauen. Seit 16. März 1592 fungierte er als böhmischer Appellationspräsident. Am 4. September 1599 erhielt er die Würde des Oberstlandhofmeisters des Königreichs Böhmen. Auf Grund seiner Sprachkenntnisse war er wiederholt im Auftrag des Kaisers u. a. am polnischen Hof König Sigismund III. Wasa in diplomatischer Mission tätig. Dort schloss er ein Bündnis gegen die Osmanen. Kaiser Rudolf II. schenkte seinem Hofmeister zwei Häuser auf dem Hradschin, welche er in die böhmische Landtafel eintragen ließ. Christoph Popel von Lobkowitz wurde im Prager Veitsdom bestattet.

## Familie
Christoph Popel von Lobkowitz war 1. mit Maria Freiin von Mollart und 2. mit Elisabeth von Lobkowitz verheiratet. Seine Kinder waren:
1. Johann Christoph von Lobkowitz (1584–1613); ⚭ Katharina Benigna Kolowrat von Liebsteinsky
2. Maria von Lobkowitz († 1606); ⚭ Heinrich von Wallenstein
3. Anna Benigna von Lobkowitz († 1646); ⚭ Wilhelm zu Fürstenberg

## Publikation
- Laudatio funebris, In Obitum Illustrissimi ... Christo Phoripopelii Baronis A Lobkowiz, Supremi Curiae Regni Bohemiae Praefecti ... Pontanus z Breitenberka, Jiří Barthold. - Halle, Saale: Universitäts- und Landesbibliothek Sachsen-Anhalt, 1609